# CD5
La glicoproteina CD5 è una proteina transmembrana di 67 kDa (58 se misurato in un gel di poliacrilamide non riducente) presente su Linfociti T e una piccola popolazione di linfociti B1 e timociti.
Molecola costimolatoria accessoria, tramite la quale viene esercitata una modulazione sul segnale trasdotto dai complessi TCR e BCR. La proteina esercita un'azione diversa a seconda del tipo cellulare esercitando un'azione eccitatoria (B1 e timociti) o inibitoria (T mature) modulando la risposta di questi ultimi all'IL-1
Fa parte della superfamiglia dei recettori scavenger possedendo nella parte extracitoplasmatica tre domini di questo tipo, che mostrano un basso grado di omologia tra le specie. Ha un dominio intracellulare altamente conservato che presenta molti siti per la fosforilazione inclusi in sequenze ITAM-like.
Viene usato come marker per i linfociti B1 della leucemia a cellule capellute e per sottopopolazioni proliferanti di linfociti B autoreattivi nell'artrite reumatoide, sindrome di Sjögren DM1, morbo di Graves. Nei linfociti T prelevati dopo un trapianto di midollo osseo viene persa la positività per l'antigene e questo correla con una GVHD.
La sua attivazione e fosforilazione conduce ad un rilascio di DAG e di Calcio che attiva la proteinchinasi C.
È anche conosciuta come:
- Leu1
- T1
- Ly-1 (omologo murino)
- Tp67

## Associazioni
- Linfociti T
  - CD72
  - Recettore delle cellule T (TCR)
  - CD3
  - CD2
  - CD4
  - CD8
- linfociti B
  - Recettore delle cellule B (BCR)
  - CD21
- intracellularmente
  - ZAP-70
  - p21